# أسامة البواردي
أسامة البواردي (مواليد 12 أبريل 1999) هو لاعب كرة قدم سعودي يلعب حاليًا في نادي النجمة.

## مسيرة اللاعب
مثل نادي النصر في الفئات السنية وأعير إلى نادي الجبلين ونادي الدرعية ونادي الساحل و بعدها لعب مع نادي أحد والعربي ونادي النجمة.